# Thailandia ai Giochi della XXIX Olimpiade
La Thailandia ha partecipato ai Giochi della XXIX Olimpiade di Pechino, svoltisi dall'8 al 24 agosto 2008, con una delegazione di 47 atleti.

## Medaglie
| Medaglia | Atleta                           | Sport             | Evento              |
| -------- | -------------------------------- | ----------------- | ------------------- |
| Oro      | Somjit Jongjohor                 | Pugilato          | Pesi mosca          |
| Oro      | Prapawadee Jaroenrattanatarakoon | Sollevamento pesi | 53 kg femminile     |
| Argento  | Buttree Puedpong                 | Taekwondo         | 49 kg femminile     |
| Argento  | Manus Boonjumnong                | Pugilato          | Pesi welter leggeri |

## Atletica leggera
| Gara              | Atleta                                                                            | Semifinali | Semifinali | Finale | Finale |
| Gara              | Atleta                                                                            | Tempo      | Pos.       | Tempo  | Pos.   |
| ----------------- | --------------------------------------------------------------------------------- | ---------- | ---------- | ------ | ------ |
| Staffetta 4x100 m | Siriroj Darasuriyong Sompote Suwannarangsri Sittichai Suwonprateep Wachara Sondee | 39"40      | 5          |        |        |

| 100 m             | Jutamas Tawoncharoen                                                 | 11"82 | 6 |  |  |       |   |  |  |  |  |
| Staffetta 4x100 m | Oranut Klomdee Nongnuch Sanrat Sangwan Jaksunin Jutamas Tawoncharoen |       |   |  |  | 44"38 | 5 |  |  |  |  |

| Gara                   | Atleta                | Qualificazioni | Qualificazioni | Finale | Finale |
| Gara                   | Atleta                | Misura         | Pos.           | Misura | Pos.   |
| ---------------------- | --------------------- | -------------- | -------------- | ------ | ------ |
| Salto in alto          | Noengrothai Chaipetch | 1,80 m         | 29             |        |        |
| Lancio del giavellotto | Buoban Pamang         | 56,35 m        | 28             |        |        |

| Prova                  | Wassana Winatho | Wassana Winatho | Wassana Winatho |
| Prova                  | Risultato       | Punti           | Pos.            |
| ---------------------- | --------------- | --------------- | --------------- |
| 100 metri ostacoli     | 13"93           | 988             | 27              |
| Salto in alto          | 1,68 m          | 830             | 33              |
| Getto del peso         | non partita     | non partita     | non partita     |
| 200 metri              | non partita     | non partita     | non partita     |
| Salto in lungo         | non partita     | non partita     | non partita     |
| Lancio del giavellotto | non partita     | non partita     | non partita     |
| 800 metri              | non partita     | non partita     | non partita     |
| Totale                 |                 | non concluso    | non concluso    |

## Badminton
| Gara              | Atleta                                  | Turno 1 | Sedicesimi                                      | Ottavi                                               | Quarti | Semifinali | Finale |
| ----------------- | --------------------------------------- | ------- | ----------------------------------------------- | ---------------------------------------------------- | ------ | ---------- | ------ |
| Singolo maschile  | Boonsak Ponsana                         | bye     | Sony Dwi Kuncoro (Indonesia) 0-2 (16-21, 14-21) |                                                      |        |            |        |
| Singolo femminile | Salakjit Ponsana                        | bye     | Zhang Ning (Cina) 1-2 (23-21, 17-21, 7-21)      |                                                      |        |            |        |
| Doppio misto      | Sudket Prapakamol Saralee Thungthongkam |         |                                                 | Mike Beres Valerie Loker (Canada) 0-2 (13-21, 19-21) |        |            |        |

## Ciclismo

### Su strada
| Gara                     | Atleta            | Tempo     | Posizione |
| ------------------------ | ----------------- | --------- | --------- |
| Corsa in linea femminile | Chanpeng Nontasin | 3h 51'51" | 61        |

## Nuoto
| Gara               | Atleta                     | Batterie | Batterie | Semifinali | Semifinali | Finale | Finale |
| Gara               | Atleta                     | Tempo    | Pos.     | Tempo      | Pos.       | Tempo  | Pos.   |
| ------------------ | -------------------------- | -------- | -------- | ---------- | ---------- | ------ | ------ |
| 100 m stile libero | Natthanan Junkrajang       | 56"56    | 39       |            |            |        |        |
| 200 m stile libero | Natthanan Junkrajang       | 2'02"88  | 38       |            |            |        |        |
| 400 m misti        | Nimitta Thaveesupsoonthorn |          |          | 5'02"18    | 37         |        |        |

## Pugilato
| Gara                | Atleta                | Sedicesimi                            | Ottavi                                       | Quarti                               | Semifinali                            | Finale                                   |
| ------------------- | --------------------- | ------------------------------------- | -------------------------------------------- | ------------------------------------ | ------------------------------------- | ---------------------------------------- |
| Pesi mosca leggeri  | Amnat Ruanroeng       | Jack Willie (Papua Nuova Guinea) 14-2 | Winston Mendez Montero (Rep. Dominicana) 7-3 | Pürevdorjiin Serdamba (Mongolia) 2-5 |                                       |                                          |
| Pesi mosca          | Somjit Jongjohor      | Eddie Valenzuela (Guatemala) 6-1      | Samir Mammadov (Azerbaigian) 10-2            | Anvar Yunusov (Tagikistan) 8-1       | Vincenzo Picardi (Italia) 7-1         | Andry Laffita (Cuba) 8-2                 |
| Pesi gallo          | Worapoj Petchkoom     | bye                                   | Vittorio Parrinello (Italia) 12-1            | Yankiel León (Cuba) 2-10             |                                       |                                          |
| Pesi piuma          | Sailom Adi            | bye                                   | Abdelkader Chadi (Algeria) 6-7               |                                      |                                       |                                          |
| Pesi leggeri        | Pichai Sayotha        | bye                                   | Baik Jong-Sub (Corea del Sud) 4-10           |                                      |                                       |                                          |
| Pesi welter leggeri | Manus Boonjumnong     | bye                                   | Masatsugu Kawachi (Giappone) 8-1             | Serik Sapiyev (Kazakistan) 7-5       | Roniel Iglesias Sotolongo (Cuba) 10-5 | Manuel Félix Díaz (Rep. Dominicana) 4-12 |
| Pesi welter         | Non Boonjumnong       | bye                                   | Hosam Bakr Abdin (Egitto) 10-11              |                                      |                                       |                                          |
| Pesi medi           | Angkhan Chomphuphuang | Cho Deok-Jin (Corea del Sud) 9-3      | Vijender Singh (India) 3-13                  |                                      |                                       |                                          |

## Scherma
| Gara                 | Atleta           | Sedicesimi                    | Ottavi | Quarti | Semifinali | Finale |
| -------------------- | ---------------- | ----------------------------- | ------ | ------ | ---------- | ------ |
| Fioretto individuale | Nontapat Panchan | Sławomir Mocek (Polonia) 7-15 |        |        |            |        |
| Sciabola individuale | Wiradech Kothny  | Zhong Man (Cina) 7-15         |        |        |            |        |

## Sollevamento pesi
| Gara  | Atleta            | Strappo | Strappo | Slancio | Slancio | Totale | Posizione |
| Gara  | Atleta            | Ris.    | Pos.    | Ris.    | Pos.    | Totale | Posizione |
| ----- | ----------------- | ------- | ------- | ------- | ------- | ------ | --------- |
| 56 kg | Pongsak Maneetong | 116     | 10      | 142     | 10      | 258    | 10        |
| 62 kg | Phaisan Hansawong | 132     | 7       | 162     | 5       | 294    | 5         |
| 69 kg | Sittisak Suphalak | 147     | 5       | 171     | 11      | 318    | 8         |

| Gara  | Atleta                           | Strappo | Strappo | Slancio      | Slancio      | Totale       | Posizione    |
| Gara  | Atleta                           | Ris.    | Pos.    | Ris.         | Pos.         | Totale       | Posizione    |
| ----- | -------------------------------- | ------- | ------- | ------------ | ------------ | ------------ | ------------ |
| 48 kg | Pramsiri Bunphithak              | 0       | -       | non concluso | non concluso | non concluso | non concluso |
| 48 kg | Pensiri Laosirikul               | 85      | 4       | 110          | 4            | 195          | 5            |
| 53 kg | Prapawadee Jaroenrattanatarakoon | 95      | 1       | 126          | 1            | 221          |              |
| 58 kg | Wandee Kameaim                   | 98      | 3       | 128          | 4            | 226          | 4            |

## Taekwondo
| Gara           | Atleta              | Tabellone principale               | Tabellone principale             | Tabellone principale             | Tabellone principale  | Ripescaggi | Ripescaggi                     |
| Gara           | Atleta              | Ottavi                             | Quarti                           | Semifinali                       | Finale                | Semifinali | Finale                         |
| -------------- | ------------------- | ---------------------------------- | -------------------------------- | -------------------------------- | --------------------- | ---------- | ------------------------------ |
| 58 kg maschile | Chatchawal Khawlaor | Jean Moloise Ogoudjobi (Benin) 4-2 | Ryan Carneli (Australia) 2-0     | Guillermo Perez (Messico) 1-3    |                       |            | Chu Mu-Yen (Taipei cinese) 2-4 |
| 49 kg          | Buttree Puedpong    | Daynellis Montejo (Cuba) 1-0       | Tran Thi Ngoc Truc (Vietnam) 2-1 | Dalia Contreras (Venezuela) +2-2 | Wu Jingyu (Cina) 1-+1 |            |                                |
| 57 kg          | Premwaew Chonnapas  | Diana López (Stati Uniti) 0-2      |                                  |                                  |                       |            |                                |

## Tennis
| Gara                | Atleta              | Trentaduesimi                     | Sedicesimi | Ottavi | Quarti | Semifinali | Finale |
| ------------------- | ------------------- | --------------------------------- | ---------- | ------ | ------ | ---------- | ------ |
| Singolare femminile | Tamarine Tanasugarn | Sofia Arvidsson (Svezia) 2-6, 1-6 |            |        |        |            |        |

## Tennis tavolo
| Gara              | Atleta           | Preliminari | Turno 1                                                         | Turno 2                                                | Turno 3 | Turno 4 | Quarti | Semifinali | Finale |
| ----------------- | ---------------- | ----------- | --------------------------------------------------------------- | ------------------------------------------------------ | ------- | ------- | ------ | ---------- | ------ |
| Singolo femminile | Nanthana Komwong | bye         | Lian Qian (Rep. Dominicana) 4-1 (7-11, 11-5, 11-6, 11-6, 12-10) | Fukuoka Haruna (Giappone) 0-4 (9-11, 7-11, 9-11, 5-11) |         |         |        |            |        |

## Tiro
| Gara                        | Atleta                | Qualificazioni | Qualificazioni | Finale    | Finale       | Finale |
| Gara                        | Atleta                | Punteggio      | Pos.           | Punteggio | Punt. totale | Pos.   |
| --------------------------- | --------------------- | -------------- | -------------- | --------- | ------------ | ------ |
| Pistola 10 m aria compressa | Jakkrit Panichpatikum | 581            | 7              | 98,0      | 679,0        | 7      |
| Pistola 50 m                | Jakkrit Panichpatikum | 549            | 30             |           |              |        |

| Gara                         | Atleta                  | Qualificazioni | Qualificazioni | Finale    | Finale       | Finale |
| Gara                         | Atleta                  | Punteggio      | Pos.           | Punteggio | Punt. totale | Pos.   |
| ---------------------------- | ----------------------- | -------------- | -------------- | --------- | ------------ | ------ |
| Carabina 10 m aria compressa | Thanyalak Chotpaibunsin | 388            | 40             |           |              |        |
| Carabina 10 m aria compressa | Sasithorn Hongprasert   | 390            | 36             |           |              |        |
| Carabina 50 m tre posizioni  | Thanyalak Chotpaibunsin | 569            | 35             |           |              |        |
| Carabina 50 m tre posizioni  | Sasithorn Hongprasert   | 565            | 41             |           |              |        |
| Pistola 10 m aria compressa  | Tanyaporn Prucksakorn   | 380            | 20             |           |              |        |
| Pistola 25 m                 | Tanyaporn Prucksakorn   | 582            | 8              | 195,7     | 777,7        | 7      |
| Skeet                        | Sutiya Jiewchaloemmit   | 71             | 2              | 21        | 92           | 5      |

## Vela
| Gara               | Atleta         | Regata | Regata | Regata | Regata | Regata | Regata | Regata | Regata | Regata | Regata | Regata | Punteggio | Pos. |
| Gara               | Atleta         | 1      | 2      | 3      | 4      | 5      | 6      | 7      | 8      | 9      | 10     | M      | Punteggio | Pos. |
| ------------------ | -------------- | ------ | ------ | ------ | ------ | ------ | ------ | ------ | ------ | ------ | ------ | ------ | --------- | ---- |
| Windsurf maschile  | Ek Boonsawad   | 19     | 15     | 28     | 25     | 19     | 24     | 33     | 20     | 27     | 26     |        | 203       | 25   |
| Windsurf femminile | Napalai Tansai | 16     | 17     | 18     | 24     | 8      | 22     | 19     | 23     | 23     | 23     |        | 169       | 20   |